# Макаров Василь Васильович
Васи́ль Васи́льович Мака́ров — радянський футболіст, нападник. Грав за команди Харкова (ХТЗ, Динамо, Спартак) і Пермі (Зірка, СК ім. Сталіна).

## Життєпис
Народився 1914 року.
Як футболіст 1936 року виступав за команду «ХТЗ» Харків.
1937, а також 1939—1940 років грав за харківське «Динамо».
1938—1941 років — нападник команди «Спартак» Харків.
У роки війни разом з евакуйованими працівниками харківських заводів прибув до Пермі (на той час — м. Молотов). Там з іншими харків'янами (П. Паровишніков, В. Іщенко, М. Каров, В. Золотарьов) грав у футбол на міських турнірах у складі команди моторобудівного заводу ім. Свердлова. Був незмінним капітаном цієї команди.
Після війни частина футболістів повернулась в свої рідні міста, а частина в тому числі і Василь Васильович залишились грати за місцеву команду «Крила Рад».
1945—1949 років грав за команду «Крила Рад» Перм.
Закінчив кар'єру футболіста 1950 року у пермській команді «СК ім. Сталіна».
Пішов з життя.